# Günther Schilling

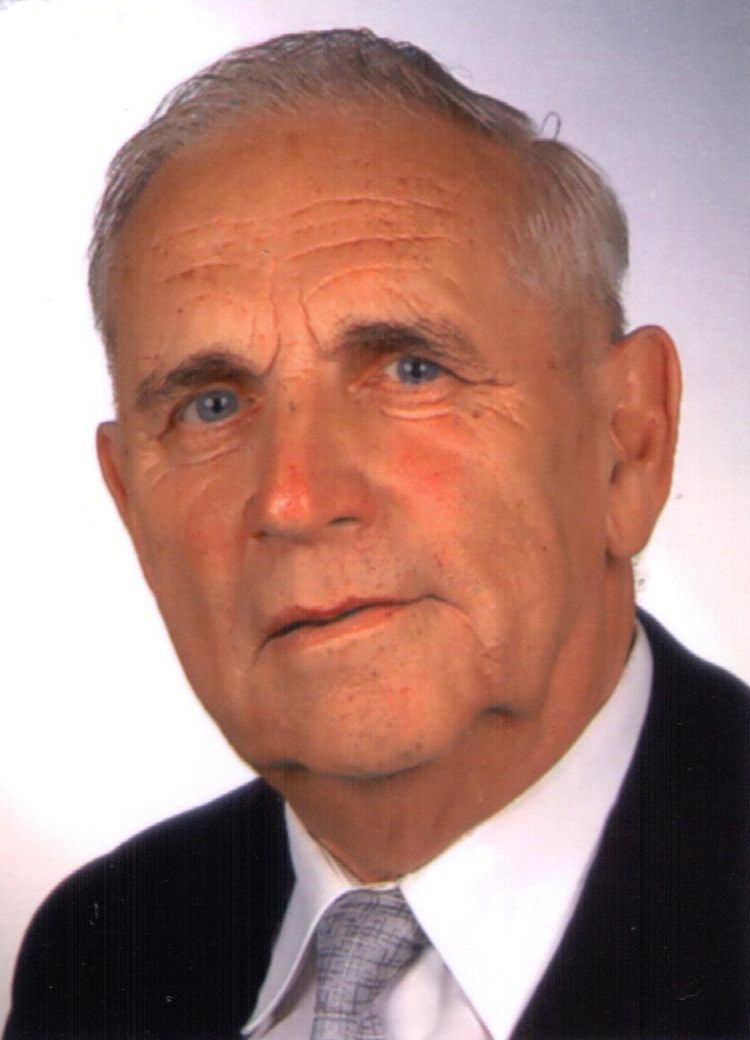
Günther Schilling (2008)

Günther Schilling (* 16. August 1930 in Leipzig; † 8. August 2018) war ein deutscher Agrikulturchemiker auf dem Gebiet der Physiologie und Ernährung der Kulturpflanzen. Er hat maßgeblich dazu beigetragen, die Pflanzenernährungslehre auf eine biochemisch-physiologische Grundlage zu stellen.

## Leben
Günther Schilling, Sohn eines Juristen, besuchte ein humanistisches Gymnasium in Dresden, begann 1945 eine landwirtschaftliche Lehre und legte 1947 die Prüfung zum Landwirtschaftsgehilfen ab. Anschließend besuchte er die landwirtschaftliche Fachschule in Eisenach und erwarb dort 1951 die Hochschulreife. Im gleichen Jahr begann er an der Friedrich-Schiller-Universität Jena das Studium der Landwirtschaftswissenschaften, das er 1954 mit der Prüfung zum Diplomlandwirt abschloss. Es folgte ein zweijähriges Ergänzungstudium im Fach Chemie an der Friedrich-Schiller-Universität Jena.
Parallel dazu arbeitete Schilling seit 1955 unter der Ägide von Gerhard Michael im Landwirtschaftlich-Chemischen Institut der Friedrich-Schiller-Universität Jena an einer Dissertation, mit der er 1957 zum Dr. agr. promoviert wurde. Er erhielt eine Anstellung als wissenschaftlicher Assistent an diesem Institut, absolvierte 1958 ein dreimonatiges Zusatzstudium Radiochemie in Moskau und erforschte vor dem Hintergrund der Atomwaffentests das Verhalten von radioaktivem Strontium in der Pflanze. Mit den Ergebnissen dieser Arbeit habilitierte er sich 1960 an der Friedrich-Schiller-Universität Jena und erhielt die Venia legendi für das Fachgebiet Agrikulturchemie. Noch im gleichen Jahr übernahm er kommissarisch die Leitung des Landwirtschaftlich-Chemischen Instituts an dieser Universität. 1961 erfolgte seine Berufung zum Professor für Pflanzenernährung und Bodenkunde sowie gleichzeitig die Ernennung zum Direktor dieses Instituts. Mit knapp 31 Jahren war er seinerzeit der jüngste Hochschullehrer in der DDR.
Nach Schließung der Landwirtschaftlichen Fakultät an der Friedrich-Schiller-Universität Jena im Rahmen der 3. Hochschulreform der DDR (1969) wurde Schilling 1970 als ordentlicher Professor für Physiologie und Ernährung der Kulturpflanzen an die Martin-Luther-Universität Halle-Wittenberg berufen. Als Nachfolger von Karl Schmalfuß wirkte er hier bis zu seiner Versetzung in den Ruhestand im Jahre 1995. Mehrere Semester war er an seiner Einrichtung noch ehrenamtlich sowohl in der Forschung als auch in der Lehre tätig.

## Forschung und Lehre
Schillings Forschungsarbeiten in Jena basierten zunächst auf den bewährten klassischen Betrachtungsweisen der Pflanzenernährung. Im Mittelpunkt standen experimentelle Untersuchungen über den Bindungszustand und über die Dynamik von Nährelementen (z. B. Kupfer, Molybdän und Eisen) in Böden und Pflanzen. Aufgrund seiner gewonnenen Erkenntnisse hat Schilling neue Extraktionsmethoden zur Bestimmung pflanzenverfügbarer Nährstoffe entwickelt, die für Düngungsempfehlungen genutzt werden konnten. Mit der Anwendung der Tracertechnik (Verwendung radioaktiver und stabiler Isotope) in der experimentellen Pflanzenernährung konnte er Teilprozesse der Ertragsbildung aufklären. Durch das Studium der hierbei ablaufenden biochemischen und physiologischen Prozesse und der Aufklärung der Prinzipien ihrer Verknüpfung verlagerte sich sein Arbeitsschwerpunkt in Halle stärker auf das Gebiet der stoffwechselphysiologischen Grundlagen des Pflanzenwachstums.
Ein wichtiger Forschungsbeitrag während seiner Hallenser Zeit war die Entdeckung, dass die halmverlängernde Wirkung von Dünger-Stickstoff bei Weizen und Gerste auf einer vermehrten Bildung von bestimmten Pflanzenhormonen (Gibberelline GA1 und GA3) beruht. Deshalb führt die Hemmung ihrer Bildung durch den Einsatz neuer, biologisch leicht abbaubarer Wirkstoffe (z. B. 2,3-Dichlorisobutyrat) zu kürzeren und damit standfesteren Halmen mit erhöhter Einlagerung von Assimilaten in die Getreidekörner. Dieses Prinzip, die Ausbildung ertraglich weniger bedeutsamer Pflanzenteile zu hemmen, um mehr Assimilate in ertragbildende Organe zu lenken, ließ sich auch bei Raps, Zuckerrüben (Regulierung des Blatt-Wurzelverhältnisses) und anderen landwirtschaftlichen Kulturpflanzen erfolgreich anwenden. Das Ergebnis dieser Forschungsarbeiten war die Entwicklung patentierter pflanzenartspezifischer Wachstumsregulatoren.
Ein weiteres Forschungsfeld betrifft die Effizienz der Stickstoff-Fixierung bei Leguminosen. Die von Schilling und seinen Mitarbeitern durchgeführten Analysen über den Umsatz von Kohlenstoff und Stickstoff bei Leguminosen ergaben, dass die Assimilation von Luftstickstoff in hohem Maße von der (Energie-)Nachlieferung in Form von Kohlenstoffverbindungen des Sprosses an die Rhizobien bestimmt wird. Diese Forschungsarbeiten waren zugleich der Einstieg Schillings in die Rhizosphärenforschung und in die Mikroökologie der Pflanzenernährung. Fragen der Wurzelabscheidungen und deren Bedeutung für die Pflanzenverfügbarkeit von Nährstoffen (insbesondere Phosphat) im Boden standen dabei im Vordergrund – stets mit dem Ziel, in der Praxis des Landbaus Düngernährstoffe einzusparen.
Schilling beherrschte das Gebiet der Pflanzenernährung in seiner gesamten Vielseitigkeit. Als Hochschullehrer war es ihm ein besonderes Anliegen, die Verzahnung seines Fachgebietes mit den Nachbardisziplinen sichtbar zu machen. Diese fachübergreifende Sicht wird besonders erkennbar in dem unter seiner Federführung herausgegebenen Hochschullehrbuch Pflanzenernährung und Düngung, das 1982 und 1987 in zwei Teilbänden aufgelegt wurde und von dem im Jahre 2000 eine einbändige, stark überarbeitete vierte Auflage mit einem Umfang von 464 Seiten erschien.
Die Publikationsliste von Schilling umfasst mehr als 231 wissenschaftliche Veröffentlichungen und einige nach 1991 erschienene Schriften zur Hochschulpolitik. Schilling war Mitglied in den Redaktionskollegien mehrerer Fachzeitschriften, unter anderem in der Zeitschrift für Pflanzenernährung und Bodenkunde und im Archiv für Acker- und Pflanzenbau und Bodenkunde. 42 Doktoranden und zehn Habilitanden dokumentieren sein Engagement bei der Heranbildung wissenschaftlichen Nachwuchses.

## Ehrungen
- Dekan der Landwirtschaftlichen Fakultät der Martin-Luther-Universität Halle-Wittenberg (1983–1990)
- Rektor der Martin-Luther-Universität Halle-Wittenberg (1990–1993)
- Präsident der Landesrektorenkonferenz Sachsen-Anhalt (1990–1993)
- Vizepräsident der Hochschulrektorenkonferenz der Bundesrepublik Deutschland (1991–1995)
- Vizepräsident des Verbandes Deutscher Landwirtschaftlicher Untersuchungs- und Forschungsanstalten (VDLUFA) (1993–1996).
- Berufung in die Akademie der Landwirtschaftswissenschaften der DDR (1968)
- Wahl in die Deutsche Akademie der Naturforscher Leopoldina (1969)[4]; dort Obmann der Sektion Landbauwissenschaften und Senator (1978–1988)
- Mitglied der Matica srpska, Naturwissenschaftliche Abteilung, Novi Sad (1986).
- Medaille und Diplom des VII. Internationalen Düngerkongresses in Moskau (1976)
- Nationalpreis für Wissenschaft und Technik der DDR, Stufe III (1982)
- Thomasius-Medaille, Halle (1988)
- Dr.-Heinrich-Baur-Preis, TU München-Freising (1994)
- Sprengel-Liebig-Medaille in Gold des Verbandes Deutscher Landwirtschaftlicher Untersuchungs- und Forschungsanstalten (VDLUFA) (1997)
- Verdienstorden des Landes Sachsen-Anhalt (2018)

## Publikationen
- Stand und Entwicklungstendenzen der pflanzlichen Ertragsphysiologie. In: Sitzungsberichte der Deutschen Akademie der Landwirtschaftswissenschaften zu Berlin Bd. 16, 1967, H. 6, S. 5–31.
- Neue Ergebnisse und Probleme der Pflanzenernährung in der Deutschen Demokratischen Republik. In: Sitzungsberichte der Deutschen Akademie der Landwirtschaftswissenschaften zu Berlin Bd. 18, 1969, H. 1, S. 3–25.
- Untersuchungen über die Ertragsbildung bei einjährigen Samenpflanzen. In: Mitteilungen der Deutschen Akademie der Naturforscher Leopoldina, Reihe 3, Bd. 17, 1971, S. 99–115.
- Chemisierung als ein Hauptmittel zur Intensivierung und Rationalisierung der Pflanzenproduktion. In: Wissenschaftliche Zeitschrift der Martin-Luther-Universität Halle-Wittenberg, Mathematisch-Naturwissenschaftliche Reihe Bd. 23, 1974, H. 2, S. 15–35.
- Das Werk E. A. Mitscherlichs und die Bedeutung des Zusammenwirkens mehrerer Wachstumsfaktoren bei der weiteren Intensivierung der Pflanzenproduktion in der DDR. In: Tagungsbericht der Akademie der Landwirtschaftswissenschaften der DDR (Berlin) Nr. 139, 1975, S. 11–32.
- Wachstumsregulatoren und ihr Einsatz in der Pflanzenproduktion (gemeinsam mit G. Hoffmann). In: Tagungsbericht der Akademie der Landwirtschaftswissenschaften der DDR (Berlin) Nr. 173, 1979, Tl. 3, S. 45–58.
- Pflanzenernährung und Düngung. Autoren: G. Schilling u. a.; federführender Herausgeber: G. Schilling. VEB Deutscher Landwirtschaftsverlag Berlin. Teil 1: Pflanzenernährung (1982) und Teil 2: Düngung (1987); 2. unveränd. Aufl. ebd. Teil 1 (1987) und Teil 2 (1989); 3. bearb. Aufl. ebd. Teil 1 (1990). – 4. völlig neubearbeitete Aufl. in einem Band unter Mitwirkung von M. Kerschberger u. a.: Verlag Eugen Ulmer Stuttgart 2000.
- Abhängigkeit des Wurzelwachstums von einigen exogenen und endogenen Faktoren sowie Konsequenzen für die Phosphaternährung der Pflanzen (gemeinsam mit W. Römer und J. Augustin). In: Tagungsbericht der Akademie der Landwirtschaftswissenschaften der DDR (Berlin) Nr. 231, 1985, S. 179–193.
- Hellriegel and Wilfarth and their discovery of nitrogen fixation at Bernburg. In: Nitrogen Fixation. Hundred Years After. Proceedings of the 7th International Conference of Nitrogen Fixation in Cologne. Gustav Fischer Verlag, Hamburg und New York 1988, S. 13–19.
- Tradition und Fortschritte bodendynamischer Forschungen im mitteldeutschen Raum. In: Mitteilungen der Deutschen Bodenkundlichen Gesellschaft Bd. 78, 1995, S. 145–152.
- Stoff- und Energiebilanzen in der Landwirtschaft – Einführung und Gesamtübersicht. In: VDLUFA-Schriftenreihe Bd. 46, 1997, S. 19–31.
- Ein Altrektor erinnert sich. In: Sachsen-Anhalt. Land der Mitte – Land im Aufbau. Die Entstehung eines neuen Bundeslandes in Erlebnisberichten. Herausgegeben von Michael Kilian. Verlag K. H. Bock Bad Honnef 2002, S. 467–479.
- Essential and toxic effects of macro-, trace and ultratrace elements for higher plants, interactions and requirement. In: Elements and their Compounds in the Environment. Edited by E. Merian, M. Anke, M. Ihnat and M. Stoeppler. Wiley-VCH GmbH & Co KGaA Weinheim 2004, S. 277–304.